# Echeandia hallbergii
Echeandia hallbergii är en sparrisväxtart som beskrevs av Robert William Cruden. Echeandia hallbergii ingår i släktet Echeandia och familjen sparrisväxter. Inga underarter finns listade i Catalogue of Life.